# 데이비드 코크

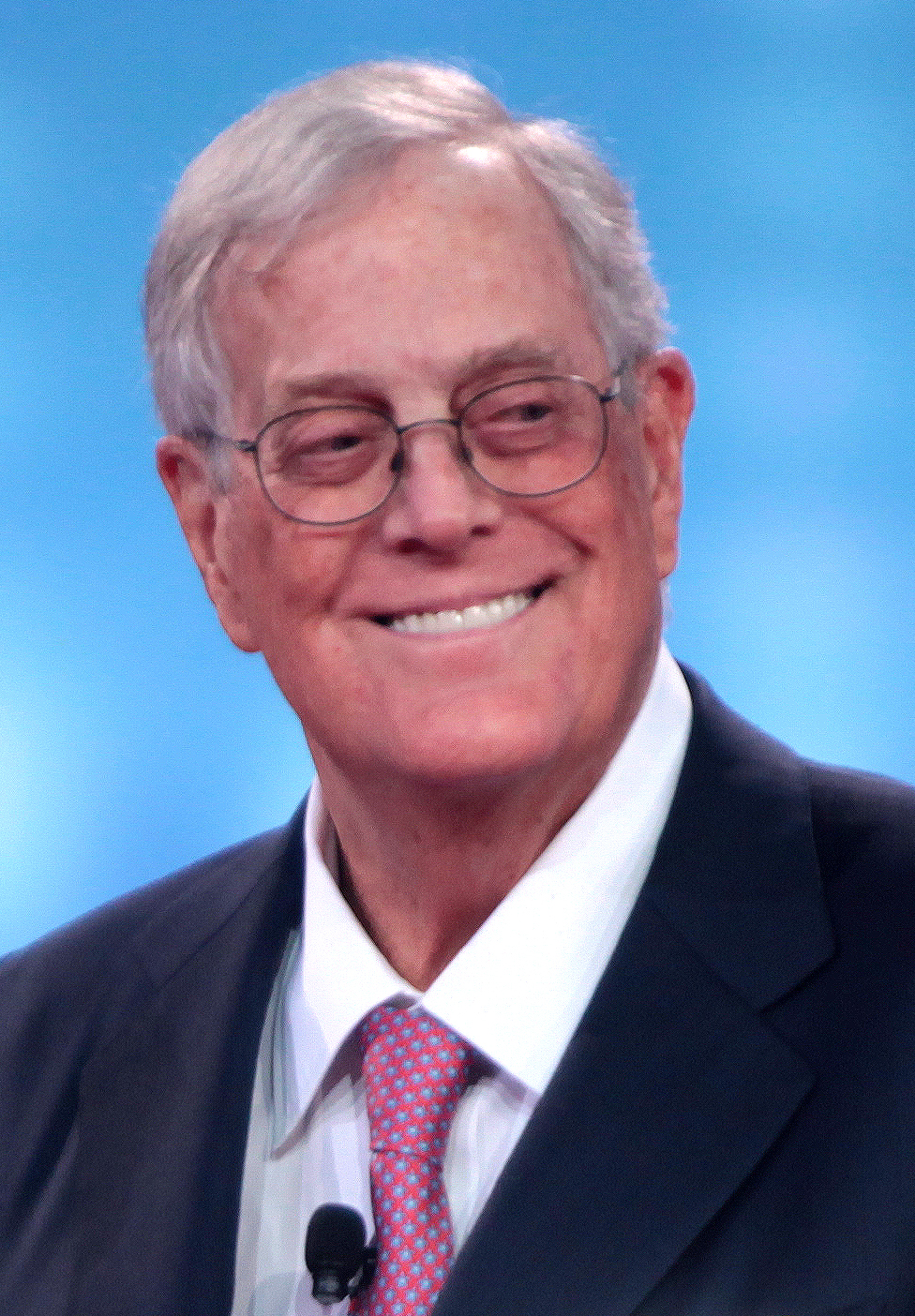
2015년 모습

데이비드 코크(David Koch, 본명: 데이비드 해밀턴 코크, /koʊk/ KOHK, 1940년 5월 3일 – 2019년 8월 23일)는 미국의 사업가, 정치 운동가, 자선가, 화학 엔지니어였다. 1970년에 그는 미국에서 두 번째로 큰 비상장 회사인 코크 인더스트리즈라는 가족 기업에 합류했다. 그는 1979년 자회사인 코크 엔지니어링(Koch Engineering)의 사장이 되었고, 1983년에는 형 찰스와 함께 코크 인더스트리즈의 공동 소유자가 되었다. 코크는 2018년 건강 문제로 은퇴할 때까지 코크 인더스트리즈의 부사장을 역임했다.
코크는 자유주의자였다. 그는 1980년 미국 부통령 후보 자유당 후보였으며 캠페인 자금을 지원했다. 그는 건전한 경제를 위한 시민회(Citizens for a Sound Economy)를 설립하고 대부분 공화당원이었던 옹호 단체와 정치 캠페인에 기부했다. 코크는 1984년에 공화당원이 되었다. 2012년에는 버락 오바마 대통령의 재선에 반대하기 위해 1억 달러 이상을 지출했지만 실패했다.
코크는 2012년 미국에서 4번째로 부유한 사람이었으며, 2013년에는 뉴욕시 거주자 중 가장 부유한 사람이었다. 2019년 6월 현재 코크는 세계에서 11번째로 부유한 사람으로 선정되었다(형 찰스와 공동). 505억 달러의 재산을 가지고 있다. 코크는 링컨 센터, 슬론 케터링(Sloan Kettering), 뉴욕 개신교 병원(NewYork-Presbyterian Hospital) 및 미국 자연사 박물관의 공룡 날개에 기여했다. 뉴욕시 발레단의 본거지인 링컨 센터의 뉴욕 주립 극장은 Koch가 극장 개조를 위해 1억 달러를 기부한 후 2008년에 데이비드 H. 코치 극장(David H. Koch Theater)으로 이름이 변경되었다.